# Repower
Repower (do května 2010 Rätia Energie AG) je mezinárodní energetická společnost s provozní centrálou v městě Poschiavo (kanton Graubünden, Švýcarsko). Historie společnosti sahá do r. 1904. Její klíčové trhy zahrnují Švýcarsko, Itálii, Německo a Rumunsko. Skupina operuje podél celého hodnotového řetězce, od výroby a obchodování až po prodej, stejně jako inovativní “New Tech Business”. Akcie Repower AG jsou kótované na švýcarské burze SIX.
Skupina Repower zaměstnává okolo 730 lidí, plus 500 obchodních zástupců v Itálii a asi 30 učňů ve Švýcarsku.
Vzhledem k rostoucí komplexnosti obchodních záležitostí a klesajícím maržím soustředila společnost Repower svůj přístup na trh Trading hlavně na své Tradingfloor v Poschiavu a se záměrem se od roku 2015 stáhnout z některých obchodních trhů ve východní Evropě/na Balkánu. Dosud ošetřované trhy společností Tradingfloor Prag budou od této doby zpracovávány z Poschiava.
Tato nová struktura obchodů Repower byla provedena po krocích a byla účinná od 1. ledna 2016. Těmito opatřeními reagovala společnost Repower na zvyšující se komplexnost a stále se zmenšující marže na evropském trhu s energiemi.
Tímto pracuje společnost Repower od této doby s oběma obchodními podpůrnými místy ve Švýcarsku a v Itálii. Ze švýcarského Poschiava provádí společnost Repower svůj Asset-Management, stará se o všechny evropské trhy kromě Itálie, a uzavírá obchod Origination.

## Historie
Již více než 100 let je Repower jedním z největších dodavatelů elektrické energie ve Švýcarsku. Byla založena v roce 1904 jako Kraftwerke Brusio AG, ve stejném roce společnost začala se stavbou své první elektrárny – v té době největší stavby vysokotlaké vodní elektrárny v Evropě – v obci Campocologno v údolí Poschiavo v kantonu Graubünden, ve Švýcarsku. Blízkost italské hranice urychlila zapojení společnosti do mezinárodních projektů a obchodních aktivit. V roce 2000 provedly společnosti Kraftwerke Brusio AG (Poschiavo), AG Bündner Kraftwerke (Klosters) a Rhätische Werke für Elektrizität AG (Thusis) fúzi za účelem vytvoření skupiny Rätia Energie AG, která byla následně v roce 2004 připojena aurax ag (Ilanz). V roce 2002 skupina zahájila obchodování v Itálii, o pět let později vstoupila na německý trh a zahájila obchodování v Praze. Od roku 2009 společnost operuje rovněž v Rumunsku.
V roce 2010 se Rätia Energie AG přejmenovala na Repower AG.

## Struktura akcionářů
Akcionáři společnosti jsou:
- Kanton Graubünden 58,3 %
- Axpo Holding AG 33,7 %
- Free float 8 % + podílové listy

## Hlavní finanční data
Repower připravuje své účty ve švýcarských francích. Výsledky za rok 2013 byly oznámeny dne 2. dubna 2014.
| 2013 hlavní finanční data | miliony CHF |
| ------------------------- | ----------- |
| Celkové provozní výnosy   | 2,365       |
| Zisk skupiny              | -152        |
| Provozní zisk (EBIT)      | -150        |
| Rozvaha celková           | 2,043       |
| Ekvita                    | 805         |

## Představenstvo
Představenstvo zahrnuje následující členy:
- Kurt Bobst, generální ředitel (CEO) Repower Group
- Felix Vontobel, ředitel divize aktiv/výroby, zástupce generálního ředitele
- Stefan Kessler, ředitel finanční divize, finanční ředitel (CFO)
- Giovanni Jochum, obchodní ředitel
- Fabio Bocchiola, ředitel Repower Itálie

## Kanceláře
Ve Švýcarsku má skupina kanceláře v Beveru, Klostersu, Küblisu, Ilanzu, Landquartu, Poschiavu a Curychu. V Itálii operuje z kanceláře v Miláně, v Německu z Dortmundu a ve střední a východní Evropě z Prahy, Bukurešti a Sarajeva.

## Výroba
Repower má své vlastní výrobní investice ve Švýcarsku, Itálii a Německu, které produkují elektřinu na bázi různých technologií: vodní, tepelná a větrná. V roce 2013 vyrobily vlastní instalace skupiny okolo 1,400 GWh elektrické energie. Kromě toho má společnost podíl v jaderných elektrárnách ve Švýcarsku a Francii.

### Tepelné elektrárny
Repower má 61% podíl ve společnosti SET S. p. A. (Milán), která provozuje kombinovanou paroplynovou elektrárnu v Teverole v italské provincii Caserta. Tato 400 MW instalace, největší elektrárna skupiny, byla uvedena do provozu na konci roku 2006.

### Nukleární energie
Repower drží podíly v jaderných elektrárnách ve Švýcarsku a ve Francii, které reprezentují instalovaný výkon okolo 50 MW.

### Obnovitelná energie

#### Vodní energie

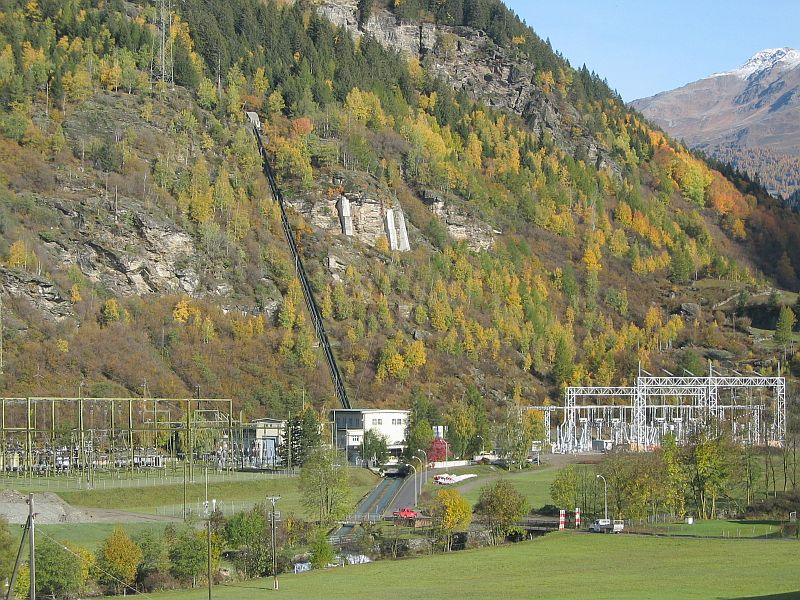
Hydroelektrárna Robbia

Skupina provozuje 16 ze svých vlastních hydroelektráren v kantonu Graubünden, ve Švýcarsku. Má rovněž podíly a práva odběru v dalších elektrárnách. Společnost má instalovaný výkon vodní energie celkově 444,2 MW.
Některé z těchto zařízení na výrobu vodní energie vyrábějí zelenou energii certifikovanou hvězdou naturemade. Značka hvězdy naturemade je udělována Asociací pro energii šetrnou k životnímu prostředí (VUE).

#### Větrná energie
V Itálii provozuje skupina větrnou farmu v Corleto Perticara (9,3 MW) a v Luceře (26 MW) a drží podíl v další větrné farmě v Giunchetto na Sicílii (podíl společnosti Repower: 11,6 MW). V Německu vlastní společnost dvě větrné farmy, v Prettinu (10 MW) a Lübbenau (16 MW).

### Aktuální projekty
Skupina v současné době[kdy?] plánuje nebo dodává několik výrobních projektů:
- Přečerpávací vodní elektrárnu Lagobianco (1 000 MW): Existují plány na vybudování přečerpávací elektrárnu mezi dvěma jezery Lago Bianco a Lago di Poschiavo (kanton Graubünden, Švýcarsko). Tento velký projekt je vyvinut společností Repower ve spolupráci s organizacemi na ochranu životního prostředí. Projekt je v současné době ve fází schvalování. Výstavba bude trvat okolo šesti nebo sedmi let.
- Elektrárna s kombinovaným cyklem v Leverkusenu (cca 570 MW): Existují plány postavit elektrárnu s kombinovaným cyklem v Chemparku v Leverkusenu, v Německu. Její uvedení do provozu je plánováno v roce 2014. Elektrárna je navržena tak, aby dosáhla účinnosti paliva více než 80 % na základě kombinovaného tepla a energie. Provozovatel elektrárny Chempark, společnost Currenta GmbH & Co. OHG, bude odebírat z elektrárny páru pro použití společnostmi operujícími v místě.
- Elektrárna Chlus (cca 62 MW): Existují plány na stavbu hydroelektrárny mezi Küblis a Trimmis (kanton Graubünden, ve Švýcarsku. Projekt je realizován ve spolupráci s různými zainteresovanými subjekty. Repower a obce vypracovali koncesní smlouvu, tudíž se mohou nyní konat koncesní referenda. Aktuálně je dokončována právní fáze zprávy o ekologickém dopadu. Výstavba bude probíhat čtyři až pět let.
- Větrná farma Lucera 2: Součástí projektu v Apulii (Itálie) jsou plány na výstavbu dalších větrných turbín, které by navázaly na větrnou farmu Lucera 1 (26 MW). Aktuálně probíhá hodnocení ekologického dopadu ze strany regionu Apulia.
- Přečerpávací vodní elektrárna Campolattaro (cca 600 MW): Projekt v rámci jediného systému propojuje stávající nižší přehradu s výše položenou nádrží. Aktuálně probíhá schvalovací řízení. Samotná výstavba by měla trvat asi 6 let.

## Obchodování
Dvě třetiny obratu tvoří obchodování s energií; v roce 2013 tento obrat dosáhl skoro 11 terawatthodin.
Repower operuje na nejdůležitějších evropských energetických burzách z obchodního parketu, které se nachází ve třech kancelářích v Poschiavu (Švýcarsko), Miláně (Itálie) a Praze (Česko). Skupina sama sebe vidí jako aktivního obchodníka, který obchoduje s elektrickými, plynovými a uhlíkovými certifikáty. Kromě tohoto, Repower takéobchoduje s elektřinou z obnovitelných zdrojů energie pro velké spotřebitele a obchodníky po celé Evropě. Na fyzické stránce obchodu Repower dodává elektrickou energii – z níž část je vyráběna samotným Repowerem, a část z ní je nakoupena z venku – velkoobchodním zákazníkům, obvykle prostřednictvím vysokonapěťové sítě. Společnost rovněž obchoduje s certifikáty na dodávku environmentální přidané hodnoty velkým koncovým spotřebitelům, nezávisle na síti. Na velkoobchodní úrovni skupina dodává standardní produkty, jako základ, špička a mimo špičku, jakož i profily.

## Přenos
Repower hrála významnou roli ve zvýšení přeshraničního výkonu mezi severní a jižní Evropou vybudováním mezinárodního vedení Bernina (380 kV/220 kV), které bylo zprovozněno v roce 2005 a převedeno provozovateli švýcarské národní sítě Swissgrid začátkem roku 2013. Repower je partnerem ve Swissgrid.
V říjnu 2009 Repower spojila síly se společností Edison a obcí Tirano pro zavedení prvního A/C obchodního vedení v Evropě. Repower a ostatní zainteresovaní partneři mají exkluzivní práva na použití vedení po dalších deset let. Běží pod zemí po celé své délce mezi Tiranem (Itálie) a Campocologno (Švýcarsko). Toto 150 kV obchodní vedení zvyšuje přeshraniční přepravní výkon o 150 MW, což pomáhá zajistit bezpečnou dodávku energie v Itálii a Švýcarsku. V současné době se plánuje nová obchodní linie mezi Val Breggaglia (Švýcarsko) a Itálii.

## Prodej a distribuce

### Švýcarsko
Společnost Repower je předním dodavatelem elektrické energie v jihovýchodním Švýcarsku. Zákazníci společnosti se rekrutují z řad domácností, průmyslových, komerčních i veřejnoprávních odběratelů, stejně jako konzumentů komunálních služeb. Společnost Repower zásobuje municipality v oblastech Engadine, Prättigau, údolí Rýna a Surselva v rámci kantonu Graubünden. Prostřednictvím komunálních služeb zásobuje zákazníky v oblastech Horní Engadin, Münstertal, údolí Poschiavo, údolí Rýna a Surselva.
Švýcarští zákazníci společnosti Repower mohou využívat několik různých produktů. Standardní produkt – Aquapower – pochází ze švýcarských vodních elektráren. Dva obnovitelné produkty - Purepower (100% zelená energie z regionu Graubünden) a Solarpower (100% solární energie z regionu Graubünden) – získaly certifikovanou hvězdu naturemade, neboť splňují ta nejpřísnější kritéria ekologické kvality. Konečně pak skupina prodává nízkonákladovou zbytkovou energii z Evropy, která je označována jako Mixpower. Nabídku pak doplňuje produkt Privapower, který představuje tarif pro vlastníky solárních elektráren a jejich vlastní použití.

### Itálie
V Itálii je společnost Repower jedním z největších dodavatelů elektřiny a plynu v rámci segmentu malých a středních podniků a veřejných institucí. Aktuálně dodává přibližně čtyři procenta elektřiny spotřebovávané v rámci tohoto segmentu. Společnost zajišťuje dodávky pro cca 40 000 italských zákazníků, jejichž spotřeba činí přibližně 3,8 terawatthodiny elektřiny, a dále zásobuje dalších 15 000 zákazníků, kterým dodává asi 200 milionů metrů krychlových plynu. Společnost Repower je známá vysokými standardy zákaznických služeb a osobním přístupem ke spotřebitelům prostřednictvím rozsáhlé sítě obchodních zástupců po celé Itálii. Společnost Repower vyvíjí inovativní produkty, které jsou upravovány na míru měnícím se potřebám různých zákaznických segmentů. Nabídka zahrnuje zelenou energii (VerdeDentro), řešení elektrické mobility (Palina) a poradenské služby v oblasti energetické efektivnosti (eFFettiva).

### Německo
V Německu společnost Repower dodává elektřinu a plyn středním komerčním a průmyslovým zákazníkům s ročním odběrem pět gigawatthodin a více. Společnost analyzuje spotřebovávané objemy a výkonové profily tak, aby svou nabídku zcela přizpůsobila konkrétním potřebám jednotlivých zákazníků. Stejně jako v Itálii a Švýcarsku společnost Repower rovněž nabízí zelenou energii v Německu.

### Rumunsko
Společnost Repower je jedním ze čtyř největších nestátních dodavatelů energií v Rumunsku, když obsluhuje malé a střední korporátní zákazníky s ročními odběry 0,5 až 20 gigawatthodin elektřiny. Podíl společnosti Repower v rámci daného segmentu činí pět procent. V roce 2013 společnost v Rumunsku prodala více než 1,3 terawatthodiny elektřiny. 
I v Rumunsku svým zákazníkům společnost Repower nabízí řešení upravená na míru, přičemž je vnímána jako spolehlivý, zákaznicky orientovaný dodavatel elektřiny, s velmi vysokými standardy kvality.